# Joseph Auslander

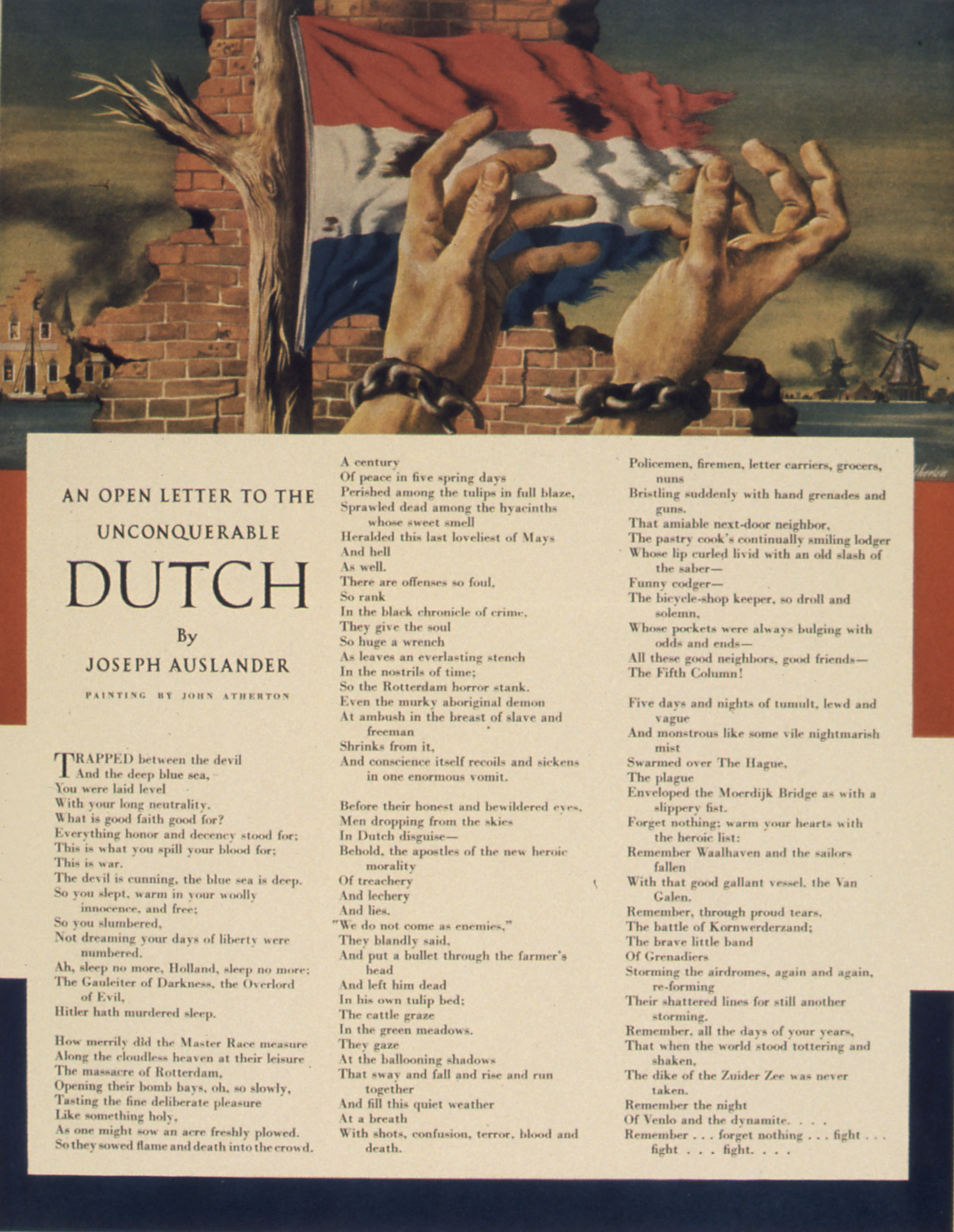
"Carta abierta" a los holandeses, cartel de la Segunda Guerra Mundial.

Joseph Auslander (11 de octubre de 1897 - 22 de junio de 1965) fue un poeta, antólogo, traductor de poemas y novelista estadounidense. Auslander fue nombrado el primer Poeta Laureado Consultor en Poesía de la Biblioteca del Congreso entre 1937 y 1941.

## Vida
Joseph Auslander nació de Louis y Martha (Asyueck) Auslander el 11 de octubre de 1897 en Filadelfia, Pensilvania. Se graduó en la Universidad de Harvard en 1917 y en 1919 se convirtió en profesor de inglés en Harvard mientras realizaba estudios de posgrado. De 1921 a 1922 asistió a la Sorbona de París con una beca Parker. 
En 1930, Auslander se casó con Svanhild Kreutz, quien murió al dar a luz dos años después, dejando una hija, Svanhild Frances Martha. En 1932, Auslander se casó con la poeta ganadora del Premio Pulitzer, Audrey Wurdemann;  La pareja tuvo dos hijos, Louis y Mary. De 1937 a 1941, Auslander fue Poeta Laureado Consultor en Poesía Inglesa de la Biblioteca del Congreso.  Durante este tiempo, él y Wurdemann vivieron en 3117 35th Street Noroeste de Washington D. C., en el vecindario Cathedral Heights. 
La obra más conocida de Auslander es "Los invencibles" (1943), una colección de poemas dirigida a los países europeos ocupados por los alemanes. Se desempeñó como editor de poesía para North American Review y The Measure.  Auslander fue honrado con el Premio Robert Frost de Poesía. 
Joseph Auslander murió de un ataque al corazón el 22 de junio de 1965 en Coral Gables, Florida.
Los trabajos de Joseph Auslander y Audrey Wurdemann se encuentran en la Universidad de Miami.  The Grolier Club posee artículos adicionales de Auslander. 

## Obras
- Sunrise Trumpets, Harper, 1924
- Cyclop's Eye, Harper & brothers, 1926
- Historia amoris mea, Harold Vinal, 1927
- Letters to Women, Harper & brothers, 1929
- Hell in Harness, Doubleday, Doran & Company, Inc., 1929
- No Traveller Returns: A Book of Poems, Harper & brothers, 1935
- More Than Bread: A Book of Poems. Macmillan company. 1936. ISBN 9781417995660. Kessinger Publishing, 2004, ISBN 9781417995660
- Riders at the Gate, The Macmillan co., 1938
- The Unconquerables: Salutes to the Undying Spirit of the Nazi-Occupied Countries, Saturday Evening Post, 1941
- "Four Sonnets on the Eve of Invasion", Life, May 22, 1944. p. 40
- (Joseph Auslander; Audrey Wurdemann) My Uncle Jan,: A Novel, Longmans, Green and Company, 1948
- The Islanders, Longmans, Green, 1951

## Otras fuentes
- «Poet Laureate Timeline: 1953–1960». Library of Congress. 2008. Consultado el 19 de diciembre de 2008.

- Datos: Q6281184
- Multimedia: Joseph Auslander / Q6281184